# Cotoneaster nummularius
Cotoneaster nummularius är en rosväxtart som beskrevs av Fisch. och C. A. Meyer. Cotoneaster nummularius ingår i släktet oxbär, och familjen rosväxter. Inga underarter finns listade i Catalogue of Life.